# استویان آپوستولوف
استویان آپوستولوف (انگلیسی: Stoyan Apostolov؛ زادهٔ ۱۰ آوریل ۱۹۴۶) کشتی‌گیر اهل بلغارستان بود.